# Nový židovský hřbitov v Uherském Brodě
Nový židovský hřbitov v Uherském Brodě byl založen v roce 1870. Nachází se po levé straně ulice Neradice, jež vede dál na severovýchod na Biskupice, naproti pivovaru Janáček. Hřbitov je chráněn jako kulturní památka České republiky.
Na ploše 7421 m2 se nachází 1085 náhrobních kamenů (macev), z toho asi stovka tam byla po skončení 2. světové války přemístěna ze zdevastovaného Starého židovského hřbitova. Nejstarší z těchto náhrobků pochází z roku 1601. Vedle vchodu na hřbitov se nachází „eklektická“ obřadní síň, v níž jsou umístěny pamětní desky se jmény asi 600 obětí holokaustu ze zdejší oblasti.
Uherskobrodská židovská komunita přestala existovat v roce 1940.
Z bývalého ghetta v jihovýchodní části hrazeného města se dochovaly pouze dvě budovy, stará i nová synagoga i ortodoxní modlitebna v ghettu byly zbořeny.